# Абраамян, Овик Аргамович
Овик Аргамович Абраамян (арм. Հովիկ Աբրահամյան; род. 24 января 1958, село Мхчян, Арташатский район) — армянский государственный деятель.   Премьер-министр и Председатель Национального Собрания Армении.

## Биография
1977—1979 — служба в советской армии.
1980—1984 — Ереванский автодорожный техникум.
1985—1990 — Ереванский институт народного хозяйства.
1990—1991 — Бурастанский коньячный завод — начальник отдела.
1991—1995 — Арташатский винно-коньячный завод — директор.
1995—1996 — председатель исполкома Арташатского горсовета.
1995—1999 — Депутат Национального собрания Армении первого созыва. Беспартийный.
1996—1998 — мэр Арташата.
1998—2000 — марзпет (губернатор) Арарата.
2000—2001 — министр по координации территориального управления и градостроительной деятельности.
2001—2002 — министр  территориального управления Армении.
С февраля 2002 — министр по координации территориального управления и деятельности инфраструктур Армении.
С апреля 2005 — является членом совета безопасности при президенте Армении.
8 июня 2007 — указом президента Армении назначен вице-премьер-министром Армении.
20 ноября 2007 — назначен начальником предвыборного штаба премьер-министра Армении.
21 апреля 2008 — назначен руководителем администрации президента Армении.
29 сентября 2008 — избран спикером парламента, его кандидатуру поддержали 110 из 115 депутатов.
14 ноября 2011 года подал в отставку с поста председателя Национального собрания Армении и 21 ноября подтвердил её.
6 мая 2012 — избран депутатом и спикером парламента.
Является членом совета Ереванского государственного университета и председателем совета Армянского государственного экономического института.
В апреле 2014 года рекомендован на пост премьер-министра страны. 13 апреля 2014 года назначен на пост премьер-министра страны. 8 сентября 2016 года подал в отставку, объяснив своё решение желанием дать президенту Сержу Саргсяну возможность сформировать новое правительство и консолидировать общество.
Член РПА.

## Предпринимательская деятельность и нарушения
Отвечая на вопросы об источнике своих миллионов, Овик Абрамян говорил, что занимался сельским хозяйством.
В 2018 году государственная служба контроля опубликовала сообщение об обнаружении незаконной ирригационной системы которая позволяла 15 лет бесплатно орошать принадлежащие Овику Абрамяну и его семье теплицы.
Годами раньше были выявлены нарушения при распределении государственного дизтоплива в селе Мхчян: как выяснилось, предназначенное фермерам топливо получили Абрамяны.

## Награды
- Медаль «За укрепление сотрудничества» (2003)
- Медаль Анании Ширакаци (2004)
- Медаль премьер-министра (2006)
- Золотая памятная медаль Фритьофа Нансена
- Медаль министерства обороны «Маршал Баграмян» (2007)
- Медаль «За заслуги перед Отечеством» 1-й степени (28 декабря 2012 года) — за многолетнюю и плодотворную работу в системе государственного управления Республики Армения, значительный вклад в государственное строительство[4]
- Золотая медаль Парламента Греции (2010)[5]
- Орден «Содружество» (27 ноября 2014 года, Межпарламентская ассамблея СНГ) — за активное участие в деятельности Межпарламентской Ассамблеи и её органов, вклад в укрепление дружбы между народами государств — участников Содружества Независимых Государств[6]
- Медаль «МПА СНГ. 25 лет» (27 марта 2017 года, Межпарламентская ассамблея СНГ) — за заслуги в деле развития и укрепления парламентаризма, за вклад в развитие и совершенствование правовых основ функционирования Содружества Независимых Государств, укрепление международных связей и межпарламентского сотрудничества[7]